# Dietrich Hermann II. von Merveldt zu Westerwinkel

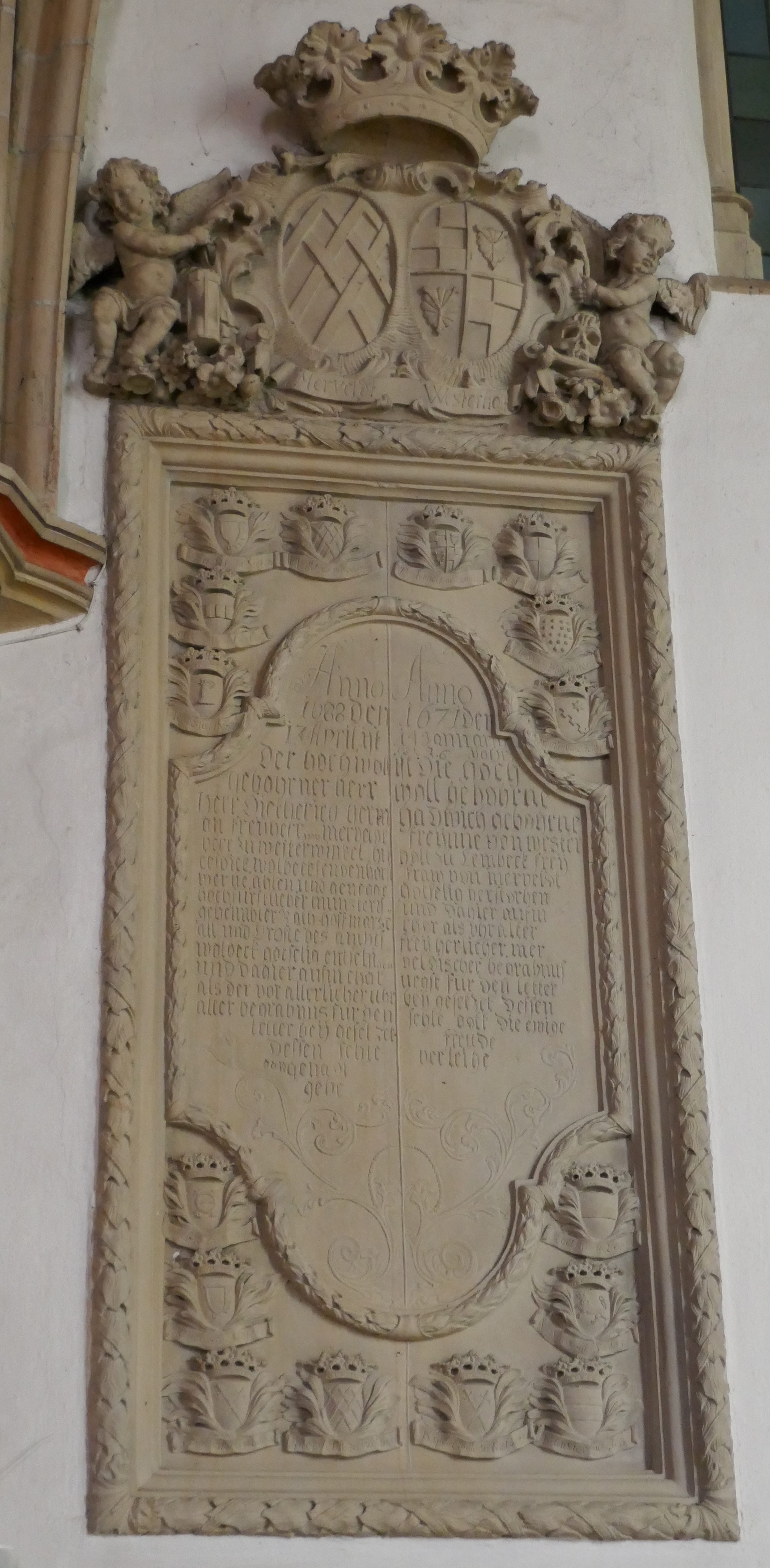
Epitaph in der Kirche in Wolbeck

Dietrich Hermann II. von Merveldt zu Westerwinkel (* 29. September 1624; † 12. April 1688 in Wolbeck) war Domherr in Minden und Osnabrück sowie Amtsdroste in Wolbeck.

## Leben

### Herkunft und Familie
Dietrich Hermann II. von Merveldt zu Westerwinkel wuchs als Sohn des Dietrich Hermann I. von Merveldt zu Westerwinkel (1598–1658, Kanzler, Geheimrat und Kämmerer) und seiner Gemahlin Gertrud von Ketteler zu Sythen (1600–1630) zusammen mit seinem Bruder Adolf Dietrich (1623–1639, Domherr in Paderborn) und seinen Halbschwestern Clara Sibylla und Maria Ursula in der uralten westfälischen Adelsfamilie von Merveldt auf.
Er heiratete am 10. Februar 1649 Hedwig Anna Sophia von Westerholt zu Lembeck (1631–1671, Erbin von Lake, Alst und Haselünne). Sie war die Tochter des Bernhard von Westerholt zu Hackfort.
Aus der Ehe gingen die Söhne Goswin Hermann Otto, Dietrich Burchard und die Tochter Hedwig Anna (1650–1698, ⚭ Dietrich Ludolph von Galen) hervor. Nach Hedwigs Tod heiratete Burchard Alexander am 13. Juni 1672 Ida Margaretha von Harstell zu Mihla (* 1653).

### Werdegang und Wirken
Im Jahre 1637 erhielt Dietrich Hermann durch den Turnar eine Dompräbende in Minden und sieben Jahre später durch päpstlichen Zuspruch auch in Osnabrück. Es schloss sich ein juristisches Studium an der Universität Köln an. Wegen der Übernahme der Stammgüter verzichtete er im Jahre 1649 auf die beiden Präbenden.
1658 wurde er als Nachfolger seines Vaters zum Amtsdrosten in Wolbeck ernannt.
Er ist begraben in der Pfarrkirche zu Wolbeck, wo sich ein Epitaph befindet.

## Ehrungen
- 1664 bzw. 1683 Wirklicher Adeliger Hofrat
- 1667 bzw. 1683 Geheimer Rat
- 1668 bzw. am 4. November 1683 Hofmarschall
- 17. Februar 1668 Reichsfreiherr